# Ilha de Paquetá

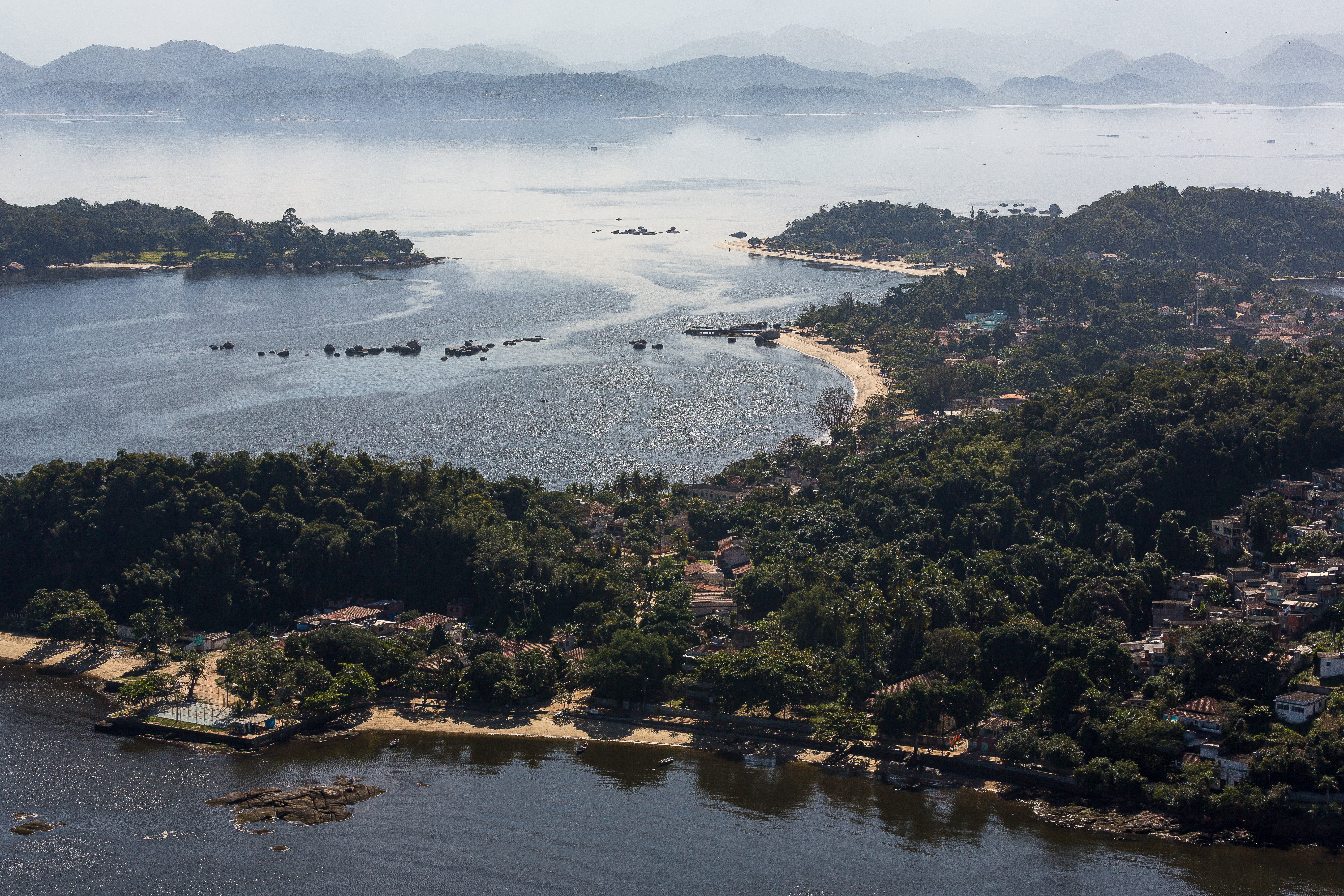
Veduta aerea dell'isola di Paqueta

L'isola di Paquetá (in portoghese Ilha de Paquetá) è una piccola isola della Baia di Guanabara, a Rio de Janeiro. In lingua tupi il nome dell'isola significa "molte conchiglie", data l'abbondanza di queste sull'isola.
Sull'isola non ci sono automobili ma ci si muove in bicicletta o a cavallo.
Sull'isola si trovano venti dei ventuno baobab presenti in Brasile, e uno di questi ("Maria Gorda", ovvero grassa) è baciato come portafortuna dagli abitanti.

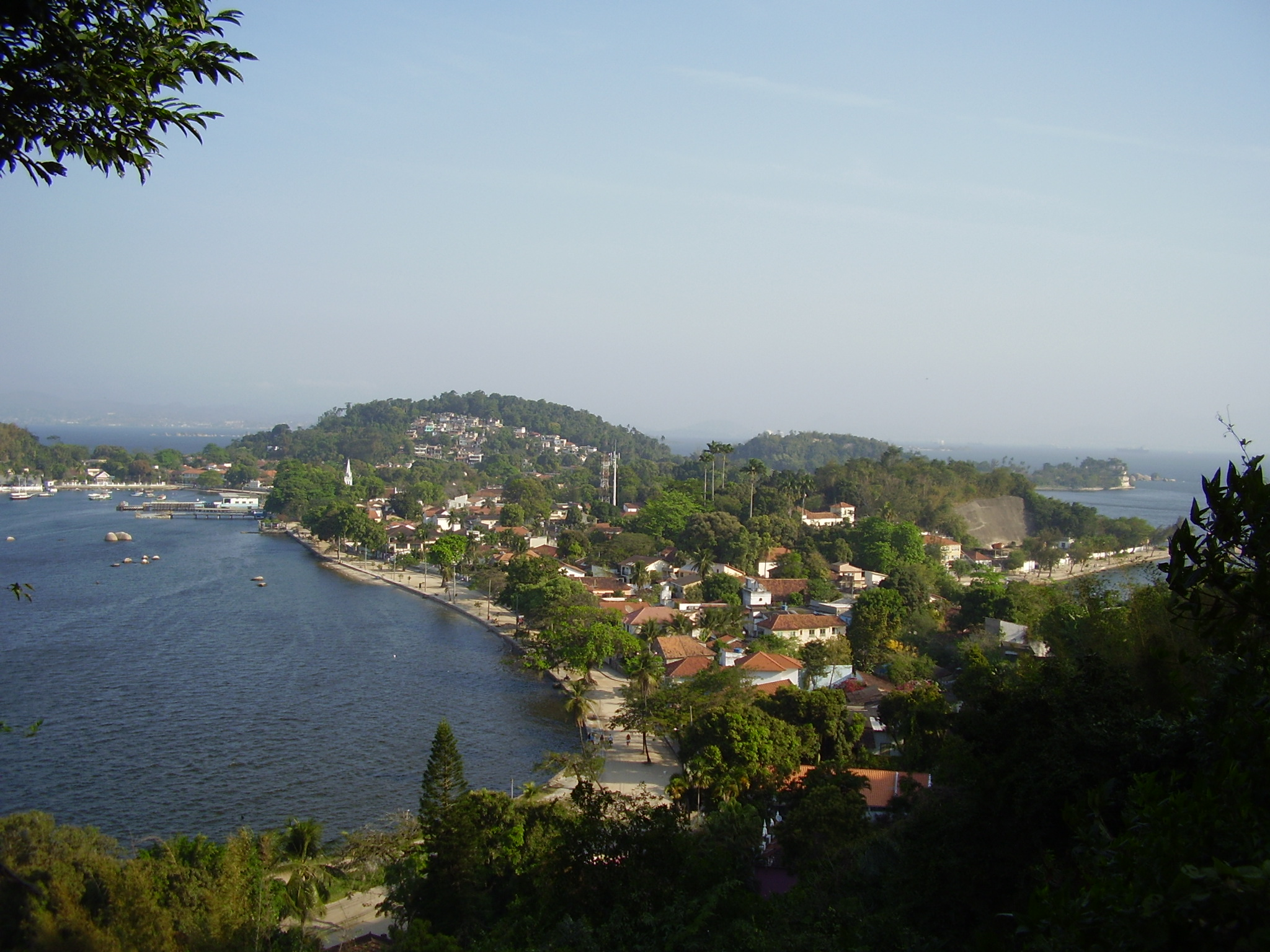
Foto dell'isola.